# Boża Góra (Mszana)
Boża Góra, również Góra Oliwna (niem. Bojsa Gürra)  – część wsi Mszana, w gminie Mszana, w powiecie wodzisławskim, w województwie śląskim, w Polsce.

## Nazwa
W księdze łacińskiej Liber fundationis episcopatus Vratislaviensis spisanej w latach 1290-1305 Boża Góra została wymieniona w szeregu wsi położonych w pobliżu Żor i Wodzisławia płacących dziesięcinę biskupstwu wrocławskiemu na prawie polskim iure polonico we fragmencie „Item in Bozagora sive Monte oliveti solvitur decima more polonico, valet VɈ marcam” (Boża Góra zobowiązana była płacić dziesięcinę w wysokości 5,5 grzywny).

## Historia
W średniowieczu Boża Góra nazywana również Górą Oliwną (Monte Oliveti) była pewnie miejscem oddawania czci Bogu, a jej nazwa wiąże się z kultem. W czasach średniowiecza Boża Góra podobnie jak Mszana należała najpierw do księstwa raciborskiego, a od XVI wieku do Wodzisławskiego Państwa Stanowego. 1 września 1939 w pobliżu Bożej Góry doszło do bitwy. W 1975 r. część Bożej Góry włączono do Jastrzębia-Zdroju jako przysiółek. W latach 1975–1998 Boża Góra położona była w województwie katowickim.
Historycznie leży na Górnym Śląsku na ziemi wodzisławskiej.